# Ebenales
Le Ebenali (Ebenales ) sono un ordine della classe delle Magnoliopsida riconosciuto dallo schema tassonomico tradizionale del Sistema Cronquist.
La classificazione APG IV (2016) non riconosce questo raggruppamento e assegna le famiglie in esso comprese all'ordine Ericales.

## Tassonomia
Secondo il Sistema Cronquist l'ordine comprende le seguenti famiglie:
- Sapotaceae
- Ebenaceae
- Styracaceae
- Lissocarpaceae
- Symplocaceae